# Société du Temple
Pour les articles homonymes, voir Société des Templiers.
La société du Temple est une société littéraire et philosophique de la fin du XVIIe siècle et du début du XVIIIe siècle qui se réunit dans l'enclos du Temple où se retrouvent des libertins et beaux esprits qui font l'apologie du plaisir, et qui prônent une philosophie déiste selon laquelle la nature est bonne puisque créée par un dieu bon. 
En firent notamment partie Voltaire et Jean-Baptiste Rousseau, le premier introduit par son parrain, l’abbé de Châteauneuf, le second par le marquis de La Fare et l'abbé de Chaulieu.

## Membres
- Philippe de Vendôme, duc
- Louis-Armand de Bourbon-Conti (1695-1727), prince
- Léopold-Philippe d'Arenberg, duc
- Henri François de Foix, duc (1640-1714)
- Charles-Auguste de La Fare, marquis
- Jean-Antoine de Mesmes, comte d'Avaux, académicien
- Guillaume Amfrye de Chaulieu, abbé
- François de Châteauneuf, abbé
- Hugues-Humbert de Servien, abbé
- François Courtin, abbé
- François Lefebvre de Caumartin, académicien
- Michel-Celse-Roger de Bussy-Rabutin
- Nicolas de Malézieu, académicien
- Frederic Jules de La Tour d'Auvergne, chevalier de Bouillon
- François-Joseph de Beaupoil de Sainte-Aulaire, académicien
- Charles-Jean-François Hénault, académicien
- Jean-Baptiste Rousseau
- Voltaire, académicien
- Marguerite de Launay, femme de lettres